# Emiliano Yuste Aranda
Emiliano Yuste Aranda (Camuñas, 8 de agosto de 1917-Toulouse, 2001) fue un agricultor y exiliado español. Exiliado en Francia, terminó en el campo de concentración de Mauthausen.

## Biografía
Tras combatir en las filas republicanas durante la Guerra Civil, se exilió a Francia, donde pasó por varios campos de trabajo del ejército galo con sus amigos y vecinos  Pedro Gallego Romero y Noé Ortega Aranda.Se alistó a la Compañía de Trabajadores Extranjeros francesa al comienzo de la Segunda Guerra Mundial, encuadrado de la 86ª compañía y encuadrado en el departamento de Mosela (a 100 km de la línea Maginot). Tras la batalla de Francia, los tres de Camuñas fueron capturados por las tropas nazis en el mes de junio de 1940, pasando primero por el stalag de Żagań (Polonia) y desde octubre de 1940, por el de Tréveris (Alemania).El 25 de enero de 1941 Emiliano Yuste llegó al campo de concentración de Mauthausen, donde permaneció hasta la liberación del campo el 5 de mayo de 1945.
Tras el fin de la guerra, Emiliano no pudo volver a España por el régimen franquista y permaneció en Francia, donde se reunió y se casó con su novia desde los 18 años, Dominga. En ese tiempo, trabajó para Renault y volvió periódicamente de vacaciones desde los años 60. En el país galo falleció en 2001 y sus cenizas descansan desde entonces en su Camuñas natal.

## Homenajes
El 10 de junio de 2021 se inauguró en la Plaza Vieja de Camuñas un monolito y cuatro Stolpersteine en honor a Emiliano y los otros tres camuñeros que estuvieron en campos de concentración nazi, evento al que asistió su hermana Prudencia de 106 años. El monumento corrió a cargo del Ayuntamiento y de la Asociación Cultural La Partida.